# 1982年のバレーボール
1982年のバレーボール（1982ねんのバレーボール）では、1982年（昭和57年）のバレーボール関連の出来事をまとめる。

## できごと
- パッラヴォーロ・ピアチェンツァが創設。
- ムシニアンカ・ムシナが創設。
- 11月 - ダイエー女子バレーボール部創部。
- FIVB加盟（その19） - アイルランド、ウガンダ、コモロ、ジンバブエ、セーシェル、チャイニーズタイペイ、フィジー、ブルネイ、北アイルランドの9カ国。

## 国際大会
- 男子世界選手権
  - 金メダル： ソビエト連邦
  - 銀メダル： ブラジル
  - 銅メダル： アルゼンチン
- 女子世界選手権
  - 金メダル： 中国
  - 銀メダル： ペルー
  - 銅メダル： アメリカ合衆国

## 国内大会

### 日本
- 第15回日本リーグ
  - 男子
    - 1位：富士フイルム（17勝4敗）
    - 2位：新日本製鉄（16勝3敗）
    - 3位：専売広島（13勝8敗）
    - MVP：山田修司

  - 女子
    - 1位：日立（21勝）
    - 2位：ユニチカ（17勝4敗）
    - 3位：東洋紡（14勝7敗）
    - MVP：江上由美

- 第31回全日本都市対抗
  - 男子
    - 1位：日本鋼管
    - 2位：新日鉄
    - 3位：富士フイルム、松下電器
    - 黒鷲賞：花輪晴彦

  - 女子
    - 1位：日立
    - 2位：ユニチカ
    - 3位：カネボウ、東洋紡
    - 黒鷲賞：江上由美

## 誕生
1月
- 1月3日 - フィリップ・マイヨ
- 1月4日 - 落合真理
- 1月7日 - キム・スタエレンス
- 1月20日 - 小菅真弓
- 1月22日 - パウラ・ペケーノ
- 1月30日 - 岩田正之
- 1月31日 - アレクセイ・ベルボフ

2月
- 2月5日 - 森田亜貴斗
- 2月5日 - ハン・ユミ
- 2月22日 - クリスチャン・サバーニ

3月
- 3月2日 - カティ・ラツバイト
- 3月7日 - マリオラ・ゼニク
- 3月18日 - パオラ・カルドゥッロ
- 3月21日 - 高橋幸造
- 3月24日 - 大友愛

4月
- 4月2日 - 大道大輔
- 4月7日 - アガタ・ムロズ  （+2008年）
- 4月13日 - イェレナ・ニコリッチ
- 4月18日 - ジェームス・オンテレ
- 4月26日 - 木内学

5月
- 5月2日 - 石倉弘士
- 5月7日 - 中西了将
- 5月19日 - 田中飛鳥

6月
- 6月5日 - 山本英之
- 6月10日 - 西尾太作
- 6月18日 - 佐田樹理

7月
- 7月9日 - 和久山志恵里
- 7月13日 - 黒羽桂子
- 7月25日 - サレハ・ユーセフ
- 7月30日 - エルナルド・ゴメス

8月
- 8月7日 - アンネリス・バルガス
- 8月15日 - 谷村孝
- 8月16日 - テオドル・サルパロフ
- 8月19日 - 加賀龍哉
- 8月23日 - 松崎さ代子

9月
- 9月9日 - ウェリサ・ゴンザーガ
- 9月13日 - 鈴木健太
- 9月30日 - 勝野裕士
- 9月30日 - 冨田寧寧

10月
- 10月6日 - 大槻めぐみ
- 10月8日 - 古藤千鶴
- 10月21日 - 井上香織
- 10月31日 - 枩田優介

11月
- 11月3日 - ボヤン・ヤニッチ
- 11月8日 - 渡辺真由美
- 11月10日 - 金丸将大
- 11月23日 - 久保雅
- 11月23日 - 近藤茂
- 11月23日 - ジェニファー・ジョインズ

12月
- 12月12日 - 五十嵐元
- 12月16日 - 北島武
- 12月28日 - オルガ・ナセドキナ

## 死去
- 3月20日 - 加藤明 （49）